# Рифт-Валлі
Рифт-Валлі (англ. Rift Valley Province, суах. Mkoa wa Bonde la Ufa) — одна з восьми колишніх провінцій Кенії, розташована в західній частині Кенії. Межувала з Південним Суданом, Угандою і Танзанією. Адміністративний центр провінції — місто Накуру. На 2009 рік в провінції проживало 10 006 805 осіб на площі 183 383 км².
Провінція лежить у межах Великої рифтової долини, на честь якої і отримала свою назву.

## Адміністративний поділ
З березня 2013 року територія провінції розділена на 14 округів:
| №  | Округи                             | Адміністративний центр | Населення, осіб (2009 р.) |
| -- | ---------------------------------- | ---------------------- | ------------------------- |
| 1  | Баринго (Baringo)                  | Кабарнет               | 555 561                   |
| 2  | Бомет (Bomet)                      | Бомет                  | 891 835                   |
| 3  | Каджіадо (Kajiado)                 | Каджіадо               | 687 312                   |
| 4  | Керичо (Kericho)                   | Керичо                 | 590 690                   |
| 5  | Лайкіпіа (Laikipia)                | Нанюкі                 | 399 227                   |
| 6  | Ельгейо-Мараквет (Elgeyo-Marakwet) | Ітен                   | 369 998                   |
| 7  | Накуру (Nakuru)                    | Накуру                 | 1 603 325                 |
| 8  | Нанді (Nandi)                      | Капсабет               | 752 965                   |
| 9  | Нарок (Narok)                      | Нарок                  | 850 920                   |
| 10 | Самбуру (Samburu)                  | Маралал                | 223 947                   |
| 11 | Транс-Нзоя (Trans-Nzoia)           | Кітале                 | 818 757                   |
| 12 | Туркана (Turkana)                  | Лодвар                 | 855 399                   |
| 13 | Уазін-Гішу (Uasin Gishu)           | Елдорет                | 894 179                   |
| 14 | Вест-Покот (West Pokot)            | Капенгурія             | 512 690                   |

| Кенія | Це незавершена стаття з географії Кенії. Ви можете допомогти проєкту, виправивши або дописавши її. |